# 龙湖街道 (广州市)
龙湖街道是中华人民共和国广东省广州市黄埔区下辖的一个街道办事处，于2019年4月18日成立，从原九龙镇拆分而成，下辖原九龙镇的汤村村、旺村村、黄田村、大涵村、长庚村、迳下村、何棠下村、埔心村、九佛社区，占地面积45.73平方公里。街道办事处原驻九佛中路978号（原九龙镇政府），2024年2月获批迁至亿创街1号（人才大厦）。

## 行政区划
龙湖街道下辖以下村级行政区划单位：
凤凰湖社区、天韵社区、腾飞社区、幸福誉社区、九佛社区、埔心村、黄田村、何棠下村、迳下村、长庚村、大涵村、汤村和旺村。

## 摩天大楼
- 广州绿地城
- 知识城广场
- 中国纳米谷
- 知识塔（知识城目前在建第一高楼，高330米）

## 交通

### 地铁
█14号线：知识城站、何棠下站、旺村站、汤村站

## 政务中心
广州市黄埔区龙湖街道政务服务中心（英語：Guangzhou Huangpu Longhu Subdistrict Government Affairs Center，广州话拼音：Gwongzausi Wongboukoi Longwu Gaido Zhingmou Fokmou Zungsum，简称“黄埔区龙湖街政务服务中心”、“龙湖街政务服务中心”、“龙湖政务中心”），是广州市黄埔区龙湖街道的街镇级政务服务场所，位于龙湖街道知识大道邻里街5号城南邻里中心C1栋一楼，于2019年10月17日正式成立（当时该政务中心的地址在九佛政和路38号）。2020年6月28日，因业务发展需要，该政务中心搬迁至现址，与“知识城党群服务中心”合署办公。